# Earlysville
Earlysville ist ein gemeindefreies Gebiet in Albemarle County, Virginia, Vereinigte Staaten. Das U.S. Census Bureau hat bei der Volkszählung 2020 eine Einwohnerzahl von 1.153 ermittelt.
Das Gebiet liegt ungefähr 14 Kilometer nördlich von Charlottesville in der Nähe des Charlottesville–Albemarle Airport. Das Gebiet wurde nach John Early benannt, der 1822 ein etwa vier Quadratkilometer großes Stück Land kaufte, welches heute ein Teil der Stadt ist. Earlysville hatte ein kleines Geschäftsviertel mit Einkaufsläden, Restaurants und diversen anderen Geschäften. Mit Stand vom Februar 2012 existieren mittlerweile lediglich noch ein kleines Restaurant, eine Automobilwerkstatt und eine Poststelle. In der Nähe befinden sich außerdem ein Industriepark und mehrere kleine suburbane Siedlungen. Der Großteil der Fläche ist von ländlichem Charakter geprägt.
Earlysville war der ursprüngliche Sitz von Michie Tavern, bevor dieses 1927 nach Monticello umsiedelte. Diverse historische Gebäude befinden sich noch heute in Earlysville, wie zum Beispiel die Earlysville Union Church, Longwood und die Buck Mountain Episcopal Church.

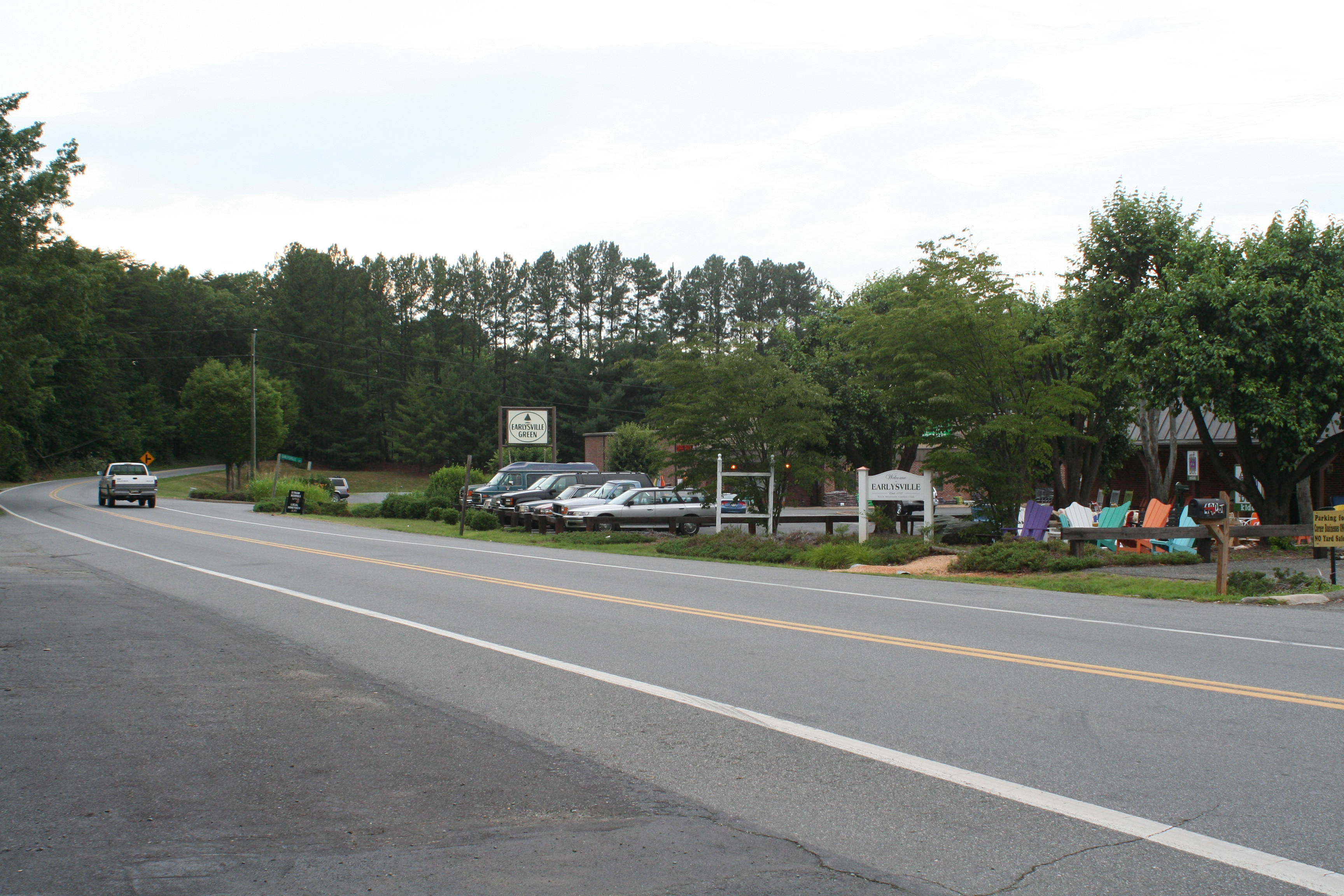
Earlysville im Jahr 2008.
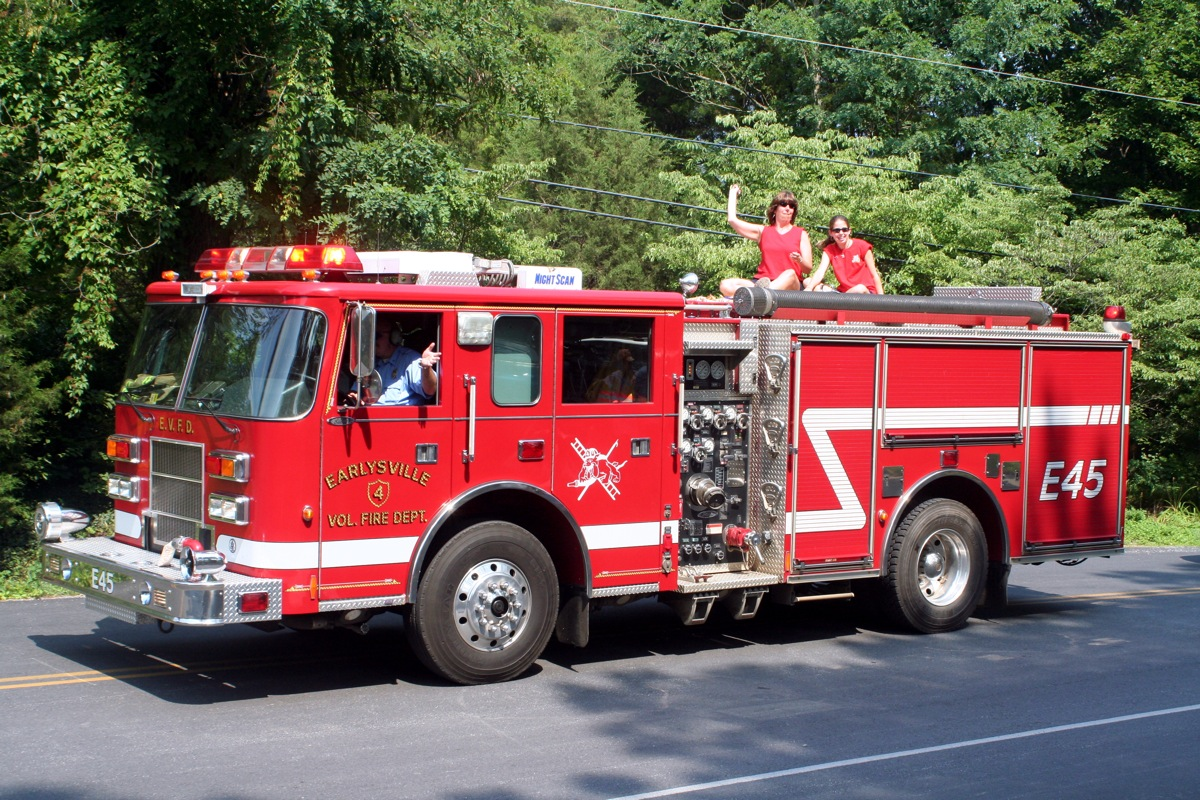
Fahrzeug der Freiwilligen Feuerwehr Earlysville (2006).
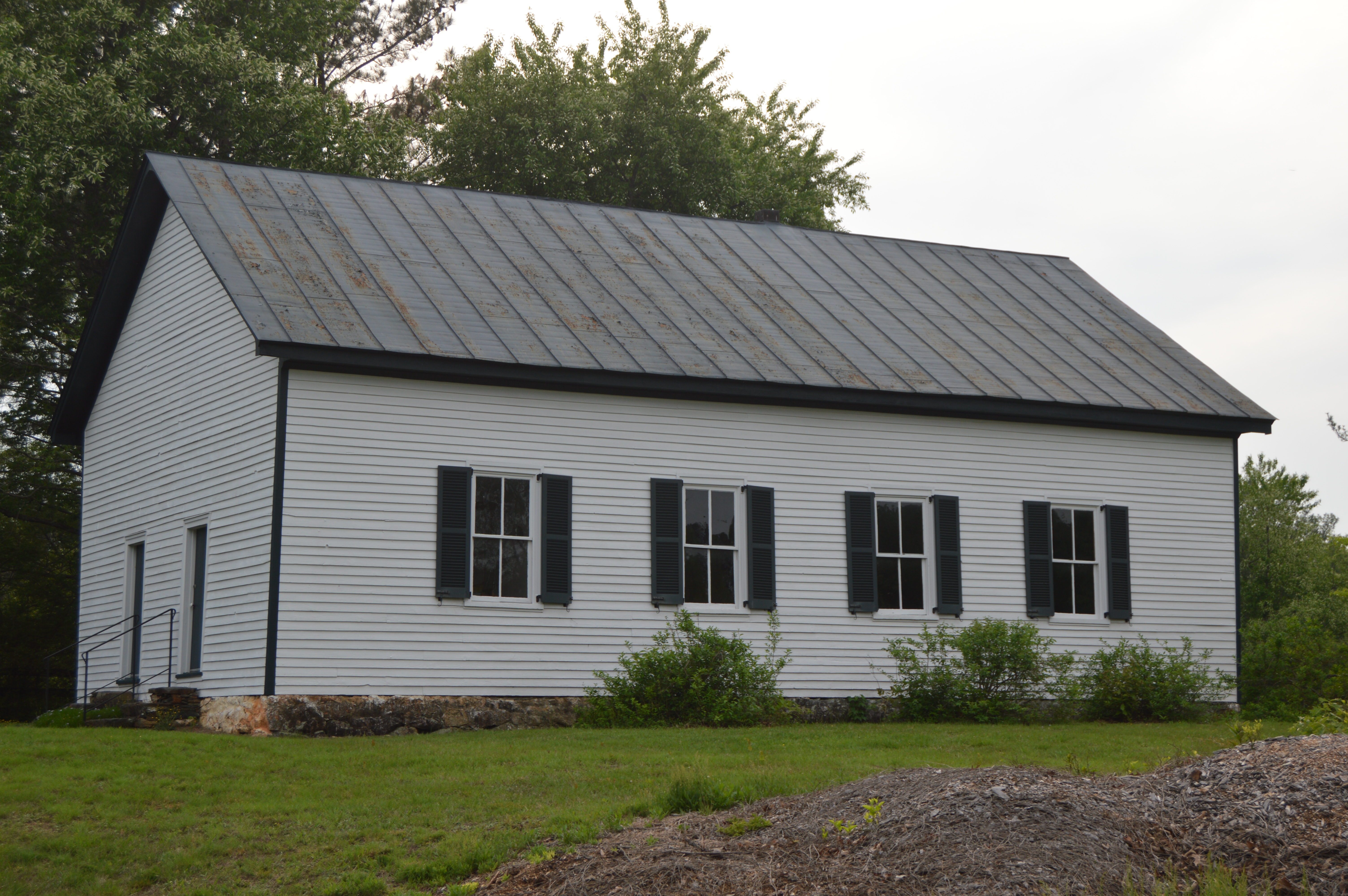
Earlysville Union Church (2017).
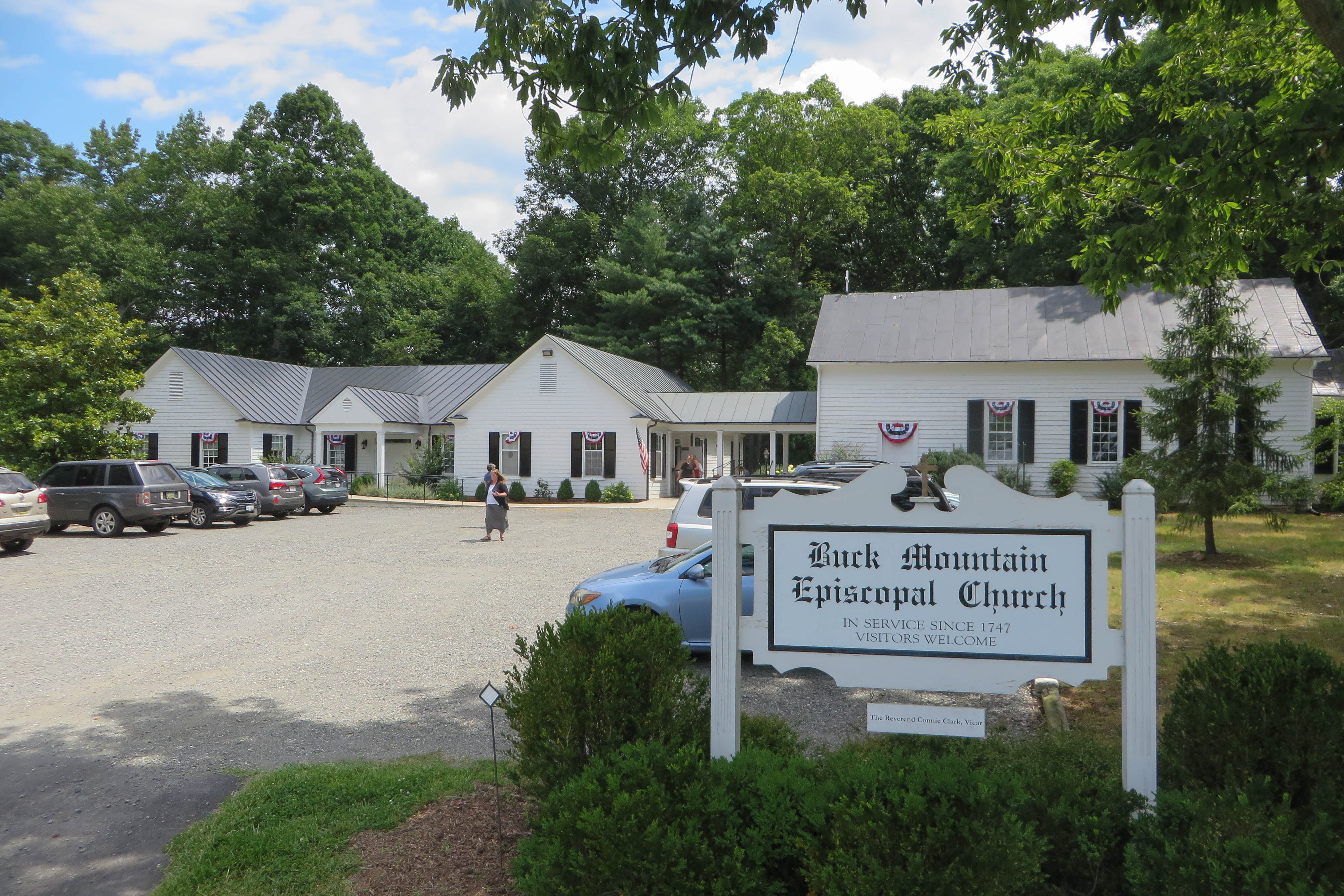
Buck Mountain Episcopal Church (2017).